# Helping Him Out
Helping Him Out è un cortometraggio muto del 1911 diretto da Joseph A. Golden, scritto da Bertram Millhauser e prodotto dalla Lubin Manufacturing Company.

## Produzione
Il film fu prodotto dalla Lubin Manufacturing Company.

## Distribuzione
Distribuito dalla General Film Company, il film - un cortometraggio in una bobina - uscì nelle sale statunitensi il 20 aprile 1911.